# Synagogenbezirk Peckelsheim
Der Synagogenbezirk Peckelsheim mit Sitz in Peckelsheim, heute ein Ortsteil von Willebadessen in Ostwestfalen am nördlichen Rand der Warburger Börde, war ein Synagogenbezirk, der nach dem Preußischen Judengesetz von 1847 geschaffen wurde.
Dem 1856 gebildeten Synagogenbezirk gehörten auch die Juden in Peckelsheim, Dringenberg und Willebadessen sowie die Ortschaften Altenheerse, Bonenburg, Eissen, Fölsen, Gehrden, Großeneder, Helmern, Löwen, Neuenheerse, Niesen und Schweckhausen an.

## Vorgeschichte und Kontext
Jüdische Bewohner sind in Peckelsheim seit Mitte des 16. Jahrhunderts nachgewiesen. In einer Steuerliste von 1652 werden 8 jüdische Haushaltsvorstände genannt, 1681 bereits 13. Im Jahr 1704 betrug die Anzahl der Familien 10 mit insgesamt 65 Personen, von denen 8 Familien ein eigenes Haus besaßen. Für 1788 war die Zahl noch einmal angestiegen (19 Familien mit 119) Personen. Auch in den umliegenden Dörfern Borlinghausen, Helmern und Ikenhausen hatten sich jüdische Familien angesiedelt.
1802 stellten die jüdischen Familien in Peckelsheim mit insgesamt 131 Personen etwa 13 Prozent der Bevölkerung. Peckelsheim war seit dem 18. und im 19. Jahrhundert ein Zentrum des Handels mit Getreide, Vieh, Wolle und Leinen. Jüdische Bewohner waren als Händler tätig, vor allem im Garn- und Leinenhandel. Die meisten Familien in Peckelsheim besaßen eigene Häuser und einige umfangreichen Grundbesitz.
Ende des 19. Jahrhunderts war die jüdische Bevölkerung geschrumpft. Zahlreiche Personen waren aufgrund von Armut in größere Städte oder nach Amerika ausgewandert. Beim Stadtbrand von 1905 wurden alle Häuser jüdischer Familien (damals 110 Personen) vernichtet und Schule und Synagoge zerstört. Viele Familien, die zunächst anderswo untergekommen waren, kehrten nicht nach Peckelsheim zurück.
Während der Novemberpogrome 1938 wurden die Synagoge, das Kaufhaus Karl Sostheim am Markt Nr. 69 und mindestens eine Wohnung beschädigt und geplündert. Mindestens zwei Familien verließen daraufhin Peckelsheim. Einzelne weitere Personen wanderten nach Palästina und Argentinien aus.

## Die jüdische Gemeinde Peckelsheim
Die Gemeinde existierte wohl seit Mitte des 17. Jahrhunderts. Naarmann schätzt sie eine der bedeutenderen Gemeinde im Hochstift Paderborn ein. Auch Einwohner von Eissen, Fölsen, Helmern, Löwen, Niesen und Schweckhausen besuchten die Peckelsheimer Synagoge.
Bei der Bildung von Synagogenbezirken wurde 1854 festgelegt, dass zur Synagogengemeinde Peckelsheim die Städte Peckelsheim, Dringenberg und Willebadessen sowie die Ortschaften Altenheerse, Bonenburg, Eissen, Fölsen, Gehrden, Großeneder, Helmern, Löwen, Neuenheerse, Niesen und Schweckhausen gehören würden. Das galt auch für Auenhausen, Borlinghausen, Engar, Hampenhausen, Ikenhausen, Kühlsen, Siddessen und Willegassen, wo zu diesem Zeitpunkt keine Juden lebten. Verschiedene dieser Orte hatten eigene Bethäuser. Das Statut der Synagogengemeinde Peckelsheim von 1855 regelte, dass die Untergemeinden Großeneder nebst Eissen, Willebadessen sowie Dringenberg nebst Altenheerse, Neuenheerse, Gehrden und Kühlsen je einen Vorsteher wählen und einen Kantor anstellen sollten.
Die Einrichtung einer selbständigen Synagogengemeinde Dringenberg mit einer Reihe von zugehörigen Dörfern wurde 1871 von der Regierung in Minden abgelehnt, doch 1885 lösten sich Bonenburg, Dringenberg, Großeneder, Neuenheerse und Willebadessen aus dem Synagogenverband mit Peckelsheim. Im Jahr 1927 begann man, über die Auflösung der klein gewordenen Synagogengemeinde nachzudenken; erst 1937 wurde sie mit Warburg zusammengeschlossen.
Vom späten 18. Jahrhundert bis 1926 wurden jüdische Kinder in der Schule der Synagoge unterrichtet. Ebenfalls seit 1799 existierte in Peckelsheim eine Bruderschaft zum Talmudstudium. Zudem gründeten Gemeindemitglieder eine Jüdische Humanitätsgesellschaft und später einen Wohltätigkeitsverein, die Ausgaben für hilfsbedürftige Gemeindemitglieder sowie für den Lehrer aufbrachte.

## Das Synagogengebäude
Im 17. Jahrhundert hatte Peckelsheim ein Bethaus, das 1688 abbrannte. Nach 1783 wurde ein neues Bethaus in der Langen Straße 62 errichtet, 1860 eine Synagoge mit Schule und Lehrerwohnung in der Rosenstraße 5. Das Gebäude war zunächst eingeschossig. Es steht heute noch.
Da Gottesdienste spätestens seit dem Ersten Weltkrieg nur noch sporadisch stattfanden, wurde das Synagogengebäude Anfang der 1920er Jahre für die Einrichtung einer Rektoratsschule verpachtet. Der Betraum mit den Kultgeräten blieb bestehen, wurde aber während der Novemberpogrome geplündert. Ab 1941 war das Gebäude Eigentum der Kommune und wurde erst als Schule und dann als Lagerhaus genutzt. Seit den 1990er Jahren ist es ein Wohngebäude.